# 米斯基托人
米斯基托人（Miskito）是中美洲的印第安人，其居住地莫斯基托海岸从洪都拉斯的卡梅伦角延伸至尼加拉瓜的格兰德河一带。他们有自己的语言米斯基托语，但是有相当多的人讲米斯基托克里奥尔英语，西班牙语，拉玛语（Rama）和其他语言。克里奥尔英语的使用源于与英国人的频繁接触。许多人信基督教。
现在即使还有纯血统的米斯基托人，也已经很罕见，因为几个世纪以来，逃亡黑奴在他们那儿寻求避难，并与他们通婚。他们的领地外人难以进入，因此较少受到西班牙殖民者的入侵。
传统的米斯基托社会是高度结构化的社会，具有明确的政治体系。有国王，但他不拥有所有的权力，与他平分权力的有总督和将军，1750年代还有海军上将。实际上，许多国王具有半神话的色彩，因此关于国王的历史资料往往不明，直至1687年才有记载第一位被确认的国王——杰里米一世。
这一体系使得米斯基托人在整个西班牙统治及中美洲联邦共和国时期得以保持自己的独立。但在1894年，他们还是被并入洪都拉斯。
英国出于在中美洲（特别是英属洪都拉斯，今伯利兹）的经济利益，使米斯基托人能购买枪支及其它武器。英国还帮助成立了尼加拉瓜，想作为国家分给米斯基托人。不久，由米斯基托人和桑博人（印黑混血人）组成的队伍开始袭击位于洪都拉斯的西班牙殖民区，多是为了救回沦为奴隶的米斯基托人，不让他们被贩去欧洲，但常常也为了奴役其他印第安人，把他们卖给英国人去牙买加做奴隶（很长一段时间，米斯基托人自认为优于同一地区的其他部落，称他们为“野人”。历史学家认为，米斯基托人寻求一种英国身份，欧洲服饰在米斯基托人间十分流行，英国人甚至把他们叫做国王）。他们还抓其他部落的女人来做自己的奴隶。这些袭击一直延续到英西之争完全结束之后。
由于允许一夫多妻，加上掠夺来的女奴隶，米斯基托人口激增。
西班牙殖民者于1787年开始进入米斯基托人的领地，但米斯基托人依靠人多且拥有经验丰富的军队，继续控制该地区。米斯基托人从不认为受尼加拉瓜政府的管制，许多米斯基托人至今仍不认为自己是尼加拉瓜人。
1970年代和1980年代，桑地諾民族解放陣線政府企图种族灭绝，包括强制迁移8500米斯基托人，毁坏100多个村落，这促使米斯基托人与苏木部落（Sumu）及拉玛部落（Rama）一起组成一支反政府游击队米苏拉斯塔（MISURASTA），并与（尼加拉瓜桑地诺政府的）反对派结盟联合。（见Nicaragua Was Our Home）

## 历史
米斯基托民族成为一个国家约在1625年前。第一位有记载的国王是欧德曼（Oldman），一个不知名的米斯基托国王的儿子。在欧德曼父亲的统治时期，首次与英国人有所接触，受父亲的委派，欧德曼前往英国觐见了英国国王查理一世。
1740年，米斯基托国王与英国正式签署友好盟约，接着于1749年任命了行政长官。保护国在米斯基托民族形成。
美国独立战争期间，米斯基托王国袭击西班牙殖民区，同英国人一起赢得数次胜利。但是，在1783年的和平决议中，英国必须放弃对沿海的控制。1787年七月底，英国人完全撤离。尽管撤离了，英国仍保持对米斯基托王国的非正式保护，经常介入保护米斯基托抵御西班牙的入侵。
从十九世纪中期起，英国对该地区的兴趣开始减退。1894年，尼加拉瓜占领该地区，王国不复存在。同一年七月，英国人使王国得以恢复，但在八月即重又被尼加拉瓜占领。

### 统治者
- 1625年-1687年 - 歐德曼(米斯基托族國)<(Oldman), 米斯托基族的國王
- 1687年-1718年 傑瑞米一世(米斯基托族國(Jeremy I), 米斯托基族的國王
- 1718年-1729年 陛下 傑瑞米二世(米斯基托族國)(Jeremy II), 米斯托基族的國王
- 1729年-1739年 陛下 彼得一世(米斯基托族國)(ref>Peter I), 米斯托基族的國王
- 1739年-1755年 陛下 愛德華一世(米斯基托族國)(Edward I), 米斯托基族的國王
- 1755年-1776年 陛下 喬治一世(米斯基托族國)(George I), 米斯托基族的國王
- 1776年-1801年 陛下 喬治二世弗雷德里克(米斯基托族國)(George II Frederic), 米斯托基族的國王
- 1801年-1824年 陛下 喬治弗雷德里克奧古斯特一世(米斯基托族國)(George Frederic Augustus I), 米斯托基族的國王
- 1824年-1842年 陛下 羅伯特查爾斯弗雷德里克(米斯基托族國)(Robert Charles Frederic), 米斯托基族的國王
- 1842年-1865年 陛下 喬治奧古斯特弗雷德里克二世(米斯基托族國)(George Augustus Frederic II), 米斯托基族的國王
- 1865年-1879年 閣下 威廉亨利克拉倫斯(米斯基托族國)(William Henry Clarence), 米斯托基族的世襲酋長
- 1879年-1888年 閣下 喬治威廉阿爾伯特亨迪(米斯基托族國)(George William Albert Hendy), 米斯托基族的世襲酋長
- 1888年-1889年 閣下 安德魯亨迪(米斯基托族國)(Andrew Hendy), 米斯托基族的世襲酋長
- 1889年-1890年 閣下 喬納森查爾斯弗雷德里克(米斯基托族國)(Jonathan Charles Frederick), 米斯托基族的世襲酋長
- 1890年-1908年 閣下 羅伯特亨利克拉倫斯(米斯基托族國)(Robert Henry Clarence), 米斯托基族的世襲酋長
- 1908年-1928年 羅伯特弗雷德里克(米斯基托族國)(Robert Frederick), 米斯托基王國的繼承人和該族的世襲酋長
- 1978年-- 諾頓卡斯伯特克拉倫斯(米斯基托族國)(Norton Cuthbert Clarence), 米斯托基王國的繼承人和該族的世襲酋長